# Banja Luka (turniej szachowy)
Międzynarodowy szachowy turniej w Banja Luce po raz pierwszy rozegrany został w 1974 r., kolejne – w odstępach dwu- i trzyletnich (do 1987), a po dwudziestoletniej przerwie – ponownie w latach 2007 i 2008. Turnieje rozgrywane były systemem kołowym w obsadzie od dziesięciu do szesnastu uczestników. 

## Banja Luka i Garri Kasparow

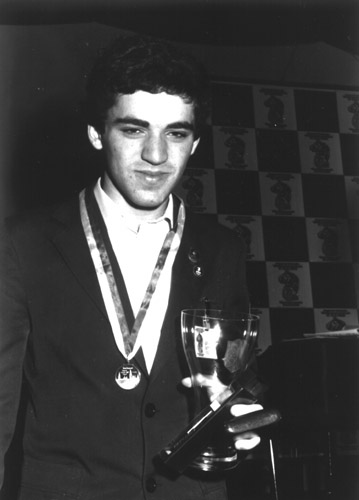
Garri Kasparow w 1980 r.,
po zdobyciu w Dortmundzie tytułu mistrza świata juniorów do 20 lat.

W 1979 r. w Banja Luce światową karierę, uwieńczoną zdobyciem tytułu mistrza świata, rozpoczął szesnastoletni wówczas Garri Kasparow. W turnieju, w którym startował były mistrz świata Tigran Petrosjan oraz trzynastu innych arcymistrzów, uzyskał w pierwszych 10 rundach 9 punktów, a ostatecznie 11½ pkt na 15 możliwych (bez przegranej), będąc teoretycznie najsłabszym uczestnikiem, który nie posiadał nawet międzynarodowego rankingu. Uzyskany przez Kasparowa wynik rankingowy (ang. rating performance) 2717 punktów był wyższy niż punktacja mistrza świata i lidera ówczesnej listy rankingowej, Anatolija Karpowa, który 1 stycznia 1979 r. notowany był z wynikiem 2705 punktów. Rezultatem w Banja Luce zdobył on pierwszą normę arcymistrzowską oraz ranking wejściowy 2595 punktów na liście z 1 stycznia 1980 r. (rezultat ten odpowiadał wówczas dzielonemu 15–17. miejscu na świecie), co jest niepobitym rekordem.
Sam udział nieznanego wówczas na arenie międzynarodowej Kasparowa tłumaczono faktem, iż federacja szachowa Związku Radzieckiego wysłała go do Jugosławii w przekonaniu, że startować ma w turnieju juniorów. Jednakże jednoczesny udział Petrosjana, bardzo dobre stosunki pomiędzy federacjami radziecką i jugosłowiańską (wykluczające pomyłkę wynikającą z braku szczegółowych informacji), jak również rezygnacja ze startu (w ostatniej chwili) Wiktora Korcznoja podważają taką ewentualność. Najbardziej prawdopodobny wydaje się fakt, iż już wówczas uważano młodego szachistę za wielki talent, a udział w turnieju był dla niego próbą, z której wyszedł celująco.
Garri Kasparow tak później wspominał swój start w Banja Luce:

Pamiętam zabawny przypadek na swoim pierwszym dorosłym turnieju w Banja Luce. Uczestniczyło 13 arcymistrzów i były mistrz świata Tigran Petrosjan. Tylko ja nie miałem tytułu i rankingu międzynarodowego, byłem drobnym 16-latkiem o wyglądzie nieopierzonego kurczęcia. Jugosłowiański arcymistrz Milan Vukić na mój widok aż klasnął w dłonie: "Rosjanie nas obrażają – przysyłają dzieci!". Przestał się oburzać, kiedy go ograłem.

## Banja Luka 1979
Banja Luka, 11 – 29 kwietnia 1979
| Miejsce | Tytuł | Zawodnicy                 | Ranking | 1 | 2 | 3 | 4 | 5 | 6 | 7 | 8 | 9 | 10 | 11 | 12 | 13 | 14 | 15 | 16 | Razem |
| ------- | ----- | ------------------------- | ------- | - | - | - | - | - | - | - | - | - | -- | -- | -- | -- | -- | -- | -- | ----- |
| 1       |       | Garri Kasparow            | –       |   | ½ | ½ | ½ | ½ | 1 | ½ | 1 | 1 | ½  | 1  | 1  | 1  | ½  | 1  | 1  | 11½   |
| 2       | am    | Ulf Andersson             | 2560    | ½ |   | ½ | ½ | ½ | ½ | ½ | ½ | 1 | ½  | ½  | 1  | 1  | 1  | ½  | ½  | 9½    |
| 3       | am    | Jan Smejkal               | 2550    | ½ | ½ |   | ½ | ½ | ½ | ½ | ½ | 0 | 1  | 1  | ½  | 1  | ½  | 1  | 1  | 9½    |
| 4       | am    | Tigran Petrosjan          | 2610    | ½ | ½ | ½ |   | ½ | ½ | ½ | ½ | 1 | ½  | ½  | ½  | ½  | 1  | 1  | ½  | 9     |
| 5       | am    | András Adorján            | 2525    | ½ | ½ | ½ | ½ |   | ½ | ½ | ½ | ½ | 1  | ½  | ½  | ½  | ½  | ½  | 1  | 8½    |
| 6       | am    | Milorad Knežević          | 2500    | 0 | ½ | ½ | ½ | ½ |   | ½ | ½ | ½ | 1  | ½  | ½  | ½  | ½  | ½  | 1  | 8     |
| 7       | am    | Aleksandar Matanović      | 2495    | ½ | ½ | ½ | ½ | ½ | ½ |   | ½ | ½ | ½  | ½  | ½  | ½  | ½  | ½  | ½  | 7½    |
| 8       | am    | Walter Browne             | 2540    | 0 | ½ | ½ | ½ | ½ | ½ | ½ |   | ½ | 0  | 1  | ½  | ½  | 1  | ½  | ½  | 7½    |
| 9       | am    | Enver Bukić               | 2495    | 0 | 0 | 1 | 0 | ½ | ½ | ½ | ½ |   | ½  | ½  | ½  | 1  | ½  | ½  | ½  | 7     |
| 10      | am    | Guillermo García González | 2490    | ½ | ½ | 0 | ½ | 0 | 0 | ½ | 1 | ½ |    | 1  | ½  | 0  | 0  | ½  | 1  | 6½    |
| 11      | am    | Milan Vukić               | 2485    | 0 | ½ | 0 | ½ | ½ | ½ | ½ | 0 | ½ | 0  |    | ½  | 1  | ½  | ½  | 1  | 6½    |
| 12      | am    | Dražen Marović            | 2470    | 0 | 0 | ½ | ½ | ½ | ½ | ½ | ½ | ½ | ½  | ½  |    | ½  | ½  | ½  | ½  | 6½    |
| 13      | am    | Slavoljub Marjanović      | 2505    | 0 | 0 | 0 | ½ | ½ | ½ | ½ | ½ | 0 | 1  | 0  | ½  |    | 1  | ½  | 1  | 6½    |
| 14      | am    | Bojan Kurajica            | 2515    | ½ | 0 | ½ | 0 | ½ | ½ | ½ | 0 | ½ | 1  | ½  | ½  | 0  |    | ½  | ½  | 6     |
| 15      | am    | Román Hernández Onna      | 2500    | 0 | ½ | 0 | 0 | ½ | ½ | ½ | ½ | ½ | ½  | ½  | ½  | ½  | ½  |    | ½  | 6     |
| 16      |       | Milenko Sibarević         | 2355    | 0 | ½ | 0 | ½ | 0 | 0 | ½ | ½ | ½ | 0  | 0  | ½  | 0  | ½  | ½  |    | 4     |

## Zwycięzcy dotychczasowych turniejów
Najwyższy procentowy wynik spośród wszystkich zwycięzców osiągnął w 1981 r. Witalij Cieszkowski, który zdobył 90,91% możliwych do uzyskania punktów. W 1985 r. w Banja Luce zwyciężyła ówczesna mistrzyni świata, Maja Cziburdanidze. Jedynym dotychczasowym polskim szachistą, który zwyciężył w tym turnieju, był w 2008 r. Bartłomiej Heberla.
| Lp | Rok  | Zwycięzcy                                          | Punkty   |
| -- | ---- | -------------------------------------------------- | -------- |
| 1  | 1974 | Milan Vukić                                        | 10½ (15) |
| 2  | 1976 | Vlastimil Hort                                     | 10 (15)  |
| 3  | 1979 | Garri Kasparow                                     | 11½ (15) |
| 4  | 1981 | Witalij Cieszkowski                                | 10 (11)  |
| 5  | 1983 | Krunoslav Hulak, András Adorján, Jonathan Speelman | 8½ (13)  |
| 6  | 1985 | Maja Cziburdanidze                                 | 8½ (13)  |
| 7  | 1987 | Roland Ekström, Krunoslav Hulak                    | 8½ (13)  |
| 8  | 2007 | Wiktor Korcznoj, Zlatko Ilinčić                    | 6½ (9)   |
| 9  | 2008 | Bartłomiej Heberla                                 | 6 (9)    |